# Hero (2002)
Hero (Originaltitel: chinesisch 英雄, Pinyin Yīngxióng, Jyutping Jing1hung4 – „Held“) ist ein Wuxia-Film, der in der Volksrepublik China am 24. Oktober 2002 in die Kinos kam. Regie führte Zhang Yimou. Der Film wurde in den USA von Quentin Tarantino präsentiert.

## Handlung
Der Namenlose erscheint eines Tages beim König von Qin und erzählt ihm eine Geschichte von den drei Attentätern Weiter Himmel, Zerbrochenes Schwert und Fliegender Schnee. Diese sind Erzfeinde des Königs und versuchen schon seit langer Zeit, ihn zu töten.
Der Film gliedert sich in vier unterschiedlich farbige Episoden: eine rote, eine blaue, eine weiße, sowie als Unterepisode der weißen, eine grüne Episode.

### Rote Episode: Törichter Egoismus
In der ersten, der „roten Episode“, erzählt der Namenlose zunächst, Fliegender Schnee und Zerbrochenes Schwert hätten sich aufgrund glühender Eifersucht letztlich gegenseitig vernichtet.
Der König von Qin bemerkt, dies sei zwar eine glaubhafte Geschichte, er erkenne jedoch, dass der Namenlose lüge.

### Blaue Episode: Idealismus bis zu Selbstvernichtung
In der zweiten, der „blauen Episode“, legt der König von Qin seine Sichtweise dar: Fliegender Schnee und Zerbrochenes Schwert seien in Wirklichkeit bereit gewesen, ihr eigenes Leben zu opfern, nur um ihr Ziel zu erreichen: die Vernichtung des Königs von Qin. Auch der Namenlose sei entschlossen, für die Vernichtung des Königs von Qin selbst in den Tod zu gehen. Der Namenlose gibt sich als ertappt zu erkennen.

### Weiße Episode: Alle unter dem Himmel
In der letzten, der „weißen Episode“ offenbart der durchschaute Namenlose das wahre Gesicht von Zerbrochenes Schwert: Dieser habe bis zuletzt versucht, ihn, den Namenlosen, von dem Plan des Attentats auf den König von Qin abzubringen. Zerbrochenes Schwert habe dargelegt, weshalb er – entgegen allen bisherigen Darstellungen – den König von Qin auf keinen Fall töten wolle (grüne Episode): Durch die Kalligrafie sei ihm, Zerbrochenes Schwert, eine Wahrheit klar geworden: Verglichen mit dem „Wohl aller unter dem Himmel“ sei das Leid einzelner nicht mehr relevant. Allein der König von Qin als ein starker Herrscher habe die Macht, dem immerwährenden Krieg ein Ende zu bereiten. „Zum Wohle aller unter dem Himmel.“
Von der Menschenkenntnis des Königs von Qin beeindruckt und erkennend, dass Zerbrochenes Schwert recht hatte, dass nur der König für Frieden in allen Reichen sorgen könne, beschließt der Namenlose, es Zerbrochenes Schwert gleichzutun: Er gibt den Plan der Ermordung des Königs von Qin auf. Die Bedürfnisse des Individuums, wie in seinem Falle Rache für die ermordeten Eltern, müssen zum Wohle der Allgemeinheit zurückstehen. Er opfert sein eigenes Leben, um den König in seiner Macht zu stärken. Nicht jedoch, ohne ihn zu ermahnen, dass die Toten den Frieden wünschen.

## Interpretationen
Der Film spielt laut Vorspann in der „Zeit der Streitenden Reiche“. Er erzählt die Geschichte eines der Mordversuche am König von Qin durch den „namenlosen Helden“. Der König (Ying Zheng) hegt den Traum, China (alle unter dem Himmel) zu vereinigen, welchen er mit außergewöhnlicher Härte verfolgt (am Ende erklärt ein Text, dass ihm dies im Jahre 221 v. Chr. gelang und er schließlich als Qin Shi Huang (Qin Shihuangdi) als erster Kaiser Chinas die Qin-Dynastie begründete).
Vor dem Hintergrund des diktatorischen Regimes in China wurde Zhang Yimou von Kritikern vorgeworfen, sein Film sei pro-totalitär und rechtfertige gar das Massaker auf dem Tian’anmen-Platz.

## Inszenierung
Dies war Zhang Yimous erster Film in diesem Genre.
Die Kostüme der Darsteller wurden von der Japanerin Emi Wada entworfen, die bereits mit Akira Kurosawa in Ran zusammenarbeitete.

## Filmmusik
An der Einspielung der von Tan Dun komponierten Filmmusik wirkten Itzhak Perlman und Kodō mit.

## Deutsche Synchronfassung
Die deutsche Synchronbearbeitung entstand bei der FFS Film- & Fernseh-Synchron in Berlin. Heinz Freitag schrieb das Dialogbuch und führte Dialogregie.
| Darsteller          | Deutscher Sprecher | Rolle                |
| ------------------- | ------------------ | -------------------- |
| Jet Li              | Jacques Breuer     | Der Namenlose        |
| Maggie Cheung       | Petra Einhoff      | Fliegender Schnee    |
| Tony Leung Chiu-Wai | Philipp Moog       | Zerbrochenes Schwert |
| Donnie Yen          | Christoph Jablonka | Weiter Himmel        |
| Ziyi Zhang          | Shandra Schadt     | Leuchtender Mond     |
| Yan Qin             | Fred Maire         | Kanzler              |
| Daoming Chen        | Wolfgang Condrus   | König                |

## Kritik
„Eine handwerklich brillante Heldensaga aus der Zeit der chinesischen Reichsgründung im 3. Jahrhundert v. Chr., deren opulent-opernhafte, fotografisch berauschende Inszenierung einen Höhepunkt des Martial-Arts-Genres markiert: eine traumhafte Bilderorgie voller suggestiver filmischer Einfälle, Witz und Stilisierungen. Die Botschaft der Geschichte ist insofern strittig, als die Fabel sowohl als Kotau vor den derzeitigen Machthabern als auch als Plädoyer für Widerstand und Selbstbehauptung gelesen werden kann.“

## Auszeichnungen
Oscar 2003
- Nominierung als Bester fremdsprachiger Film.

Internationale Filmfestspiele Berlin 2003
- Auszeichnung mit dem Alfred Bauer Preis für Zhang Yimou
- Nominierung für den Goldenen Bären für Zhang Yimou

British Independent Film Awards 2004
- Nominierung als Bester ausländischer Independent Film

Golden Globe Awards 2003
- Nominierung als Bester fremdsprachiger Film

Hong Kong Film Awards
- Auszeichnung in den Kategorien
  - Beste Action Choreografie für Siu-Tung Ching
  - Beste Künstlerische Gestaltung für Tingxiao Huo und Zhenzhou Yi
  - Beste Kameraführung für Christopher Doyle
  - Beste Kostüme / Make Up für Emi Wada
  - Beste Musik für Tan Dun
  - Bester Sound für Jing Tao
  - Beste Visuelle Effekte für Murray Pope, Richard Schlein, Luke O’Byrne und Ellen Poon

- Nominierung in den Kategorien
  - Beste Schauspielerin für Maggie Cheung
  - Bester Regisseur für Zhang Yimou
  - Bester Filmschnitt für Ru Zhai und Angie Lam
  - Bestes Filmlied für Hero von Yiu Ming Wong und Xi Lin
  - Bester Film
  - Bestes Drehbuch für Zhang Yimou, Bin Wang und Feng Li
  - Beste Nebendarstellerin für Ziyi Zhang

Internationale Filmfestspiele Berlin 2019
- erneut im Wettbewerb (außer Konkurrenz), wegen Absage von Yi miao zhong (One Second)[6]

Darüber hinaus erhielt der Film einige weitere Preise. Insbesondere Christopher Doyle wurde für seine Kameraführung mit weiteren Auszeichnungen geehrt.
Die Deutsche Film- und Medienbewertung FBW in Wiesbaden verlieh dem Film das Prädikat besonders wertvoll.